# King's Walden
King's Walden è una parrocchia civile dell'Inghilterra, appartenente alla contea dell'Hertfordshire.